# خانه ورث
 خانهٔ ورث یک خانه مد سفارشی و سطح بالا در فرانسه بود که متشکل از اوت کوتور، لباس‌های آماده لباس و عطر است. این خانه تاریخی در سال ۱۸۵۸ توسط طراح لباس چارلز فردریک ورث تأسیس شد؛ و تا سال ۱۹۵۲ تحت حمایت نوادگانش به فعالیت خود ادامه داد و در سال 1956 منهل شد؛ و مجدد نام تجاری House of Worth در سال ۱۹۹۹ احیا شد.

## خانه تاریخی ورث

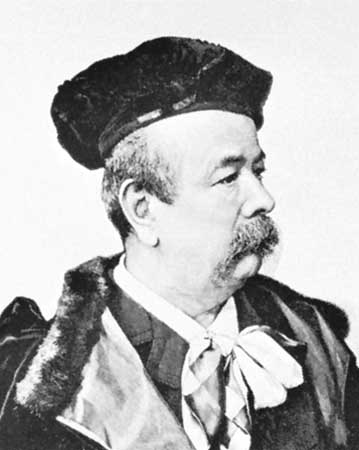
چارلز فردریک ورث، طراح لباس

چارلز فردریک ورث خانه طراحی مد خود را در سال ۱۸۵۸ با همکاری اوتو ببرگ در پاریس در منطقه ۷ رول د لا پیک باز کرد. ورث که قبلاً در Swan &amp; Edgar Ltd و Lewis & Allenby در لندن و Maison Gagelin در پاریس کار کرده بود. در Gagelin بود که برای اولین به عنوان یک طراح لباس شهرت یافت. در دهه ۱۸۵۰، ورث برای طرح‌هایش در Gagelin در نمایشگاه جهانی در لندن و پاریس جایزه کسب کرد.
زمانی که ورث هنوز در Gagelin بود، در خانه مد ورث لباس عروس برای امپراتور Eugénie تهیه شد. پس از بازکردن خانه مد خود، ملکه او را به عنوان طراح لباس اختصاصی خود منصوب کرد. حمایت او باعث افزایش شهرت و موفقیت کسب و کار ورث شد. ورث همچنین طراح لباس افراد برجسته دیگری نیز بود: سارا برنارد، لیلی لنگری، جنی لیند، و نلی ملبا. ورث همچنین طراحی‌های منحصر به فرد نیر برای بهترین مشتریان خود درست می‌کرد، چیزهایی مانند لباس‌های مجلسی و لباس عروس.
ورث به دلیل طرح‌های مختلفی که هر فصل ارائه می‌کرد و آنها را توسط مدل‌های زنده به نمایش درمی‌آورد شناخته شده بود. در این نمایش‌ها مشتریان می‌توانستند مجموعه مورد علاقه خود را انتخاب کنند و آنها را متناسب با اندازه‌های خودشان در اتاق پرو تغییر دهند. طرح‌های ورث شامل پارچه‌های ظریف، دوخت و دوز دقیق و تمیز، و بسیار عالی بود. در قرن نوزدهم زنان ثروتمند، در طول روز چهار مرتبه لباس خود را عوض می‌کردند؛ و بسیاری از مشتریان، کل لباس‌های کمد خود را از ورث خریداری می‌کردند.